# 司普替林
司普替林（英語：或Naftin，商品名：Tecipul）是一种含氮有机化合物，分子式C19H19N，属于四环类抗抑郁药（TeCA）中的去甲肾上腺素和特异性5-羟色胺能抗抑郁药（NaSSA），1989年由日本持田制药公司为重性抑郁障碍研发。